# چای خامه
چایِ خامه (انگلیسی: Cream tea) یا چای کِرِم، که گاهی با نام چای دِوون‌شر و همینطور چای خامه کورنیش هم شناخته می‌شود، یک وعده غذایی است که به همراه چای در بعد از ظهر سِرو می‌گردد، مواد تشکیل دهنده این وعده غذایی شامل چای، بیسکوئیت یا کلوچه، کِرِم یا خامه لخته و مربا می‌باشد، به طور سنتی خاستگاه این وعده غذایی منطقه دوون از کورنوال می‌باشد، این نوع چای در سایر شهرستان‌های انگلستان و اتحادیه کشورهای همسود استفاده می‌شود.

## نگارخانه

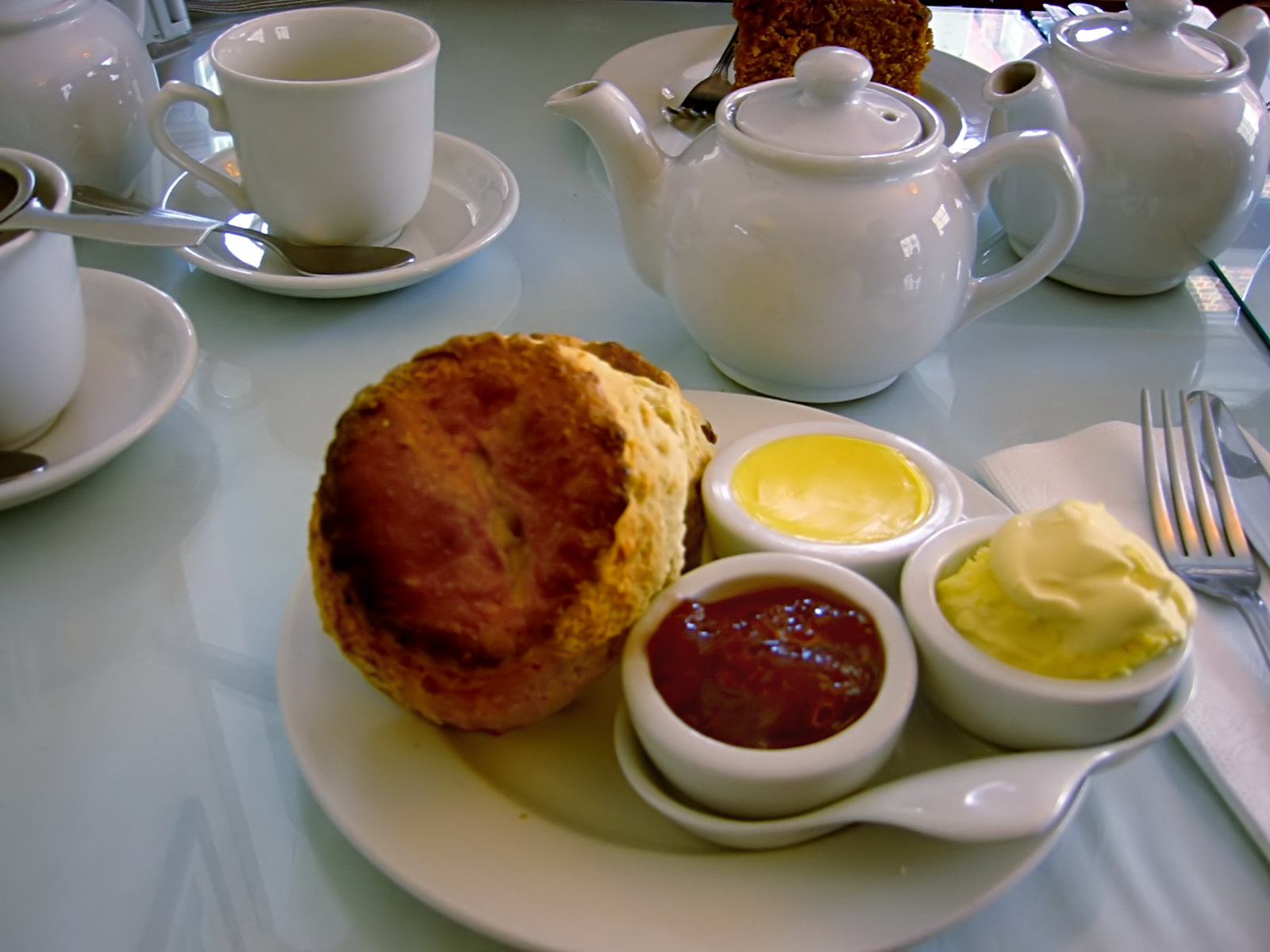
چای خامه برایتون
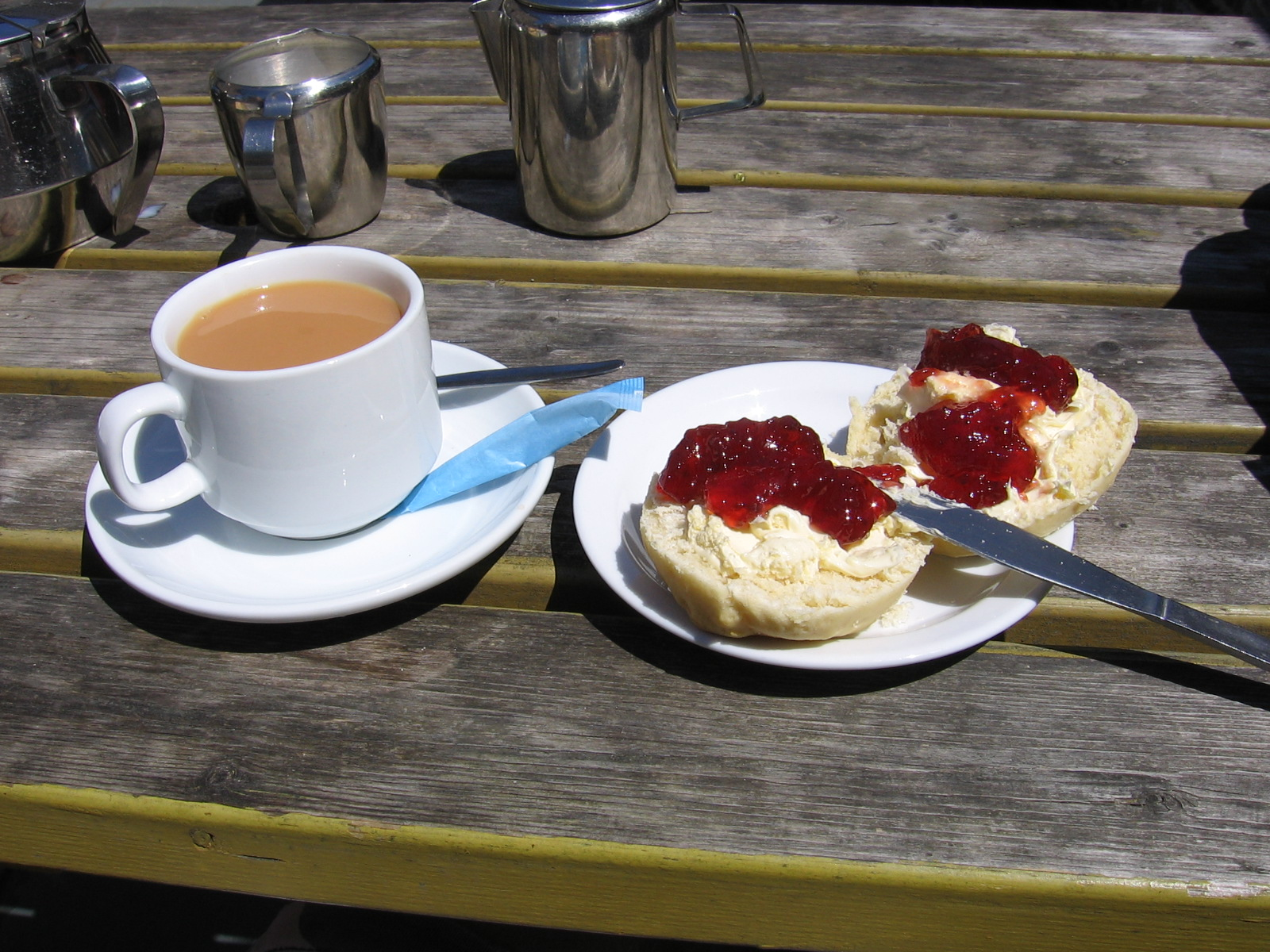
چای خامه کورنیش
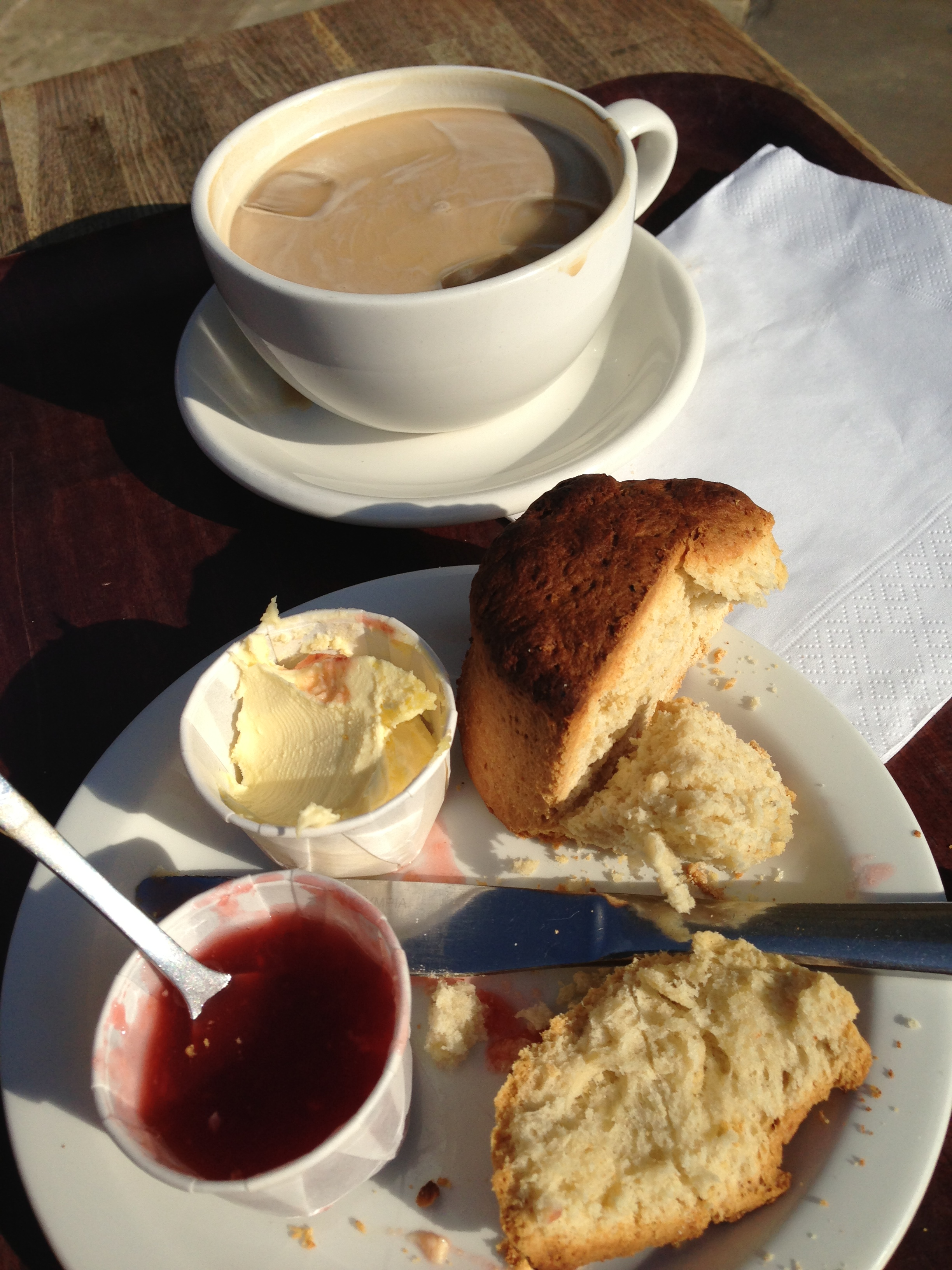
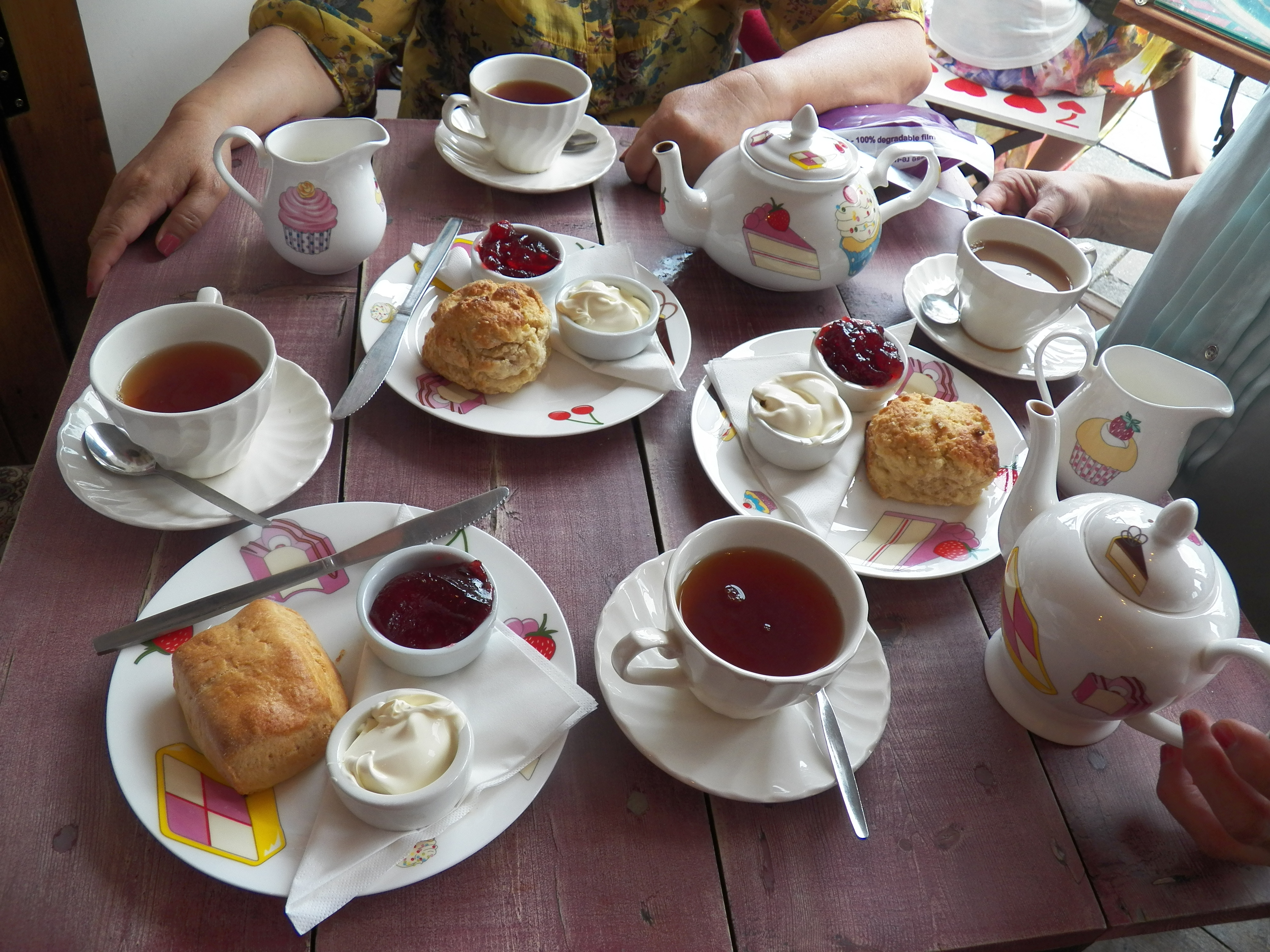
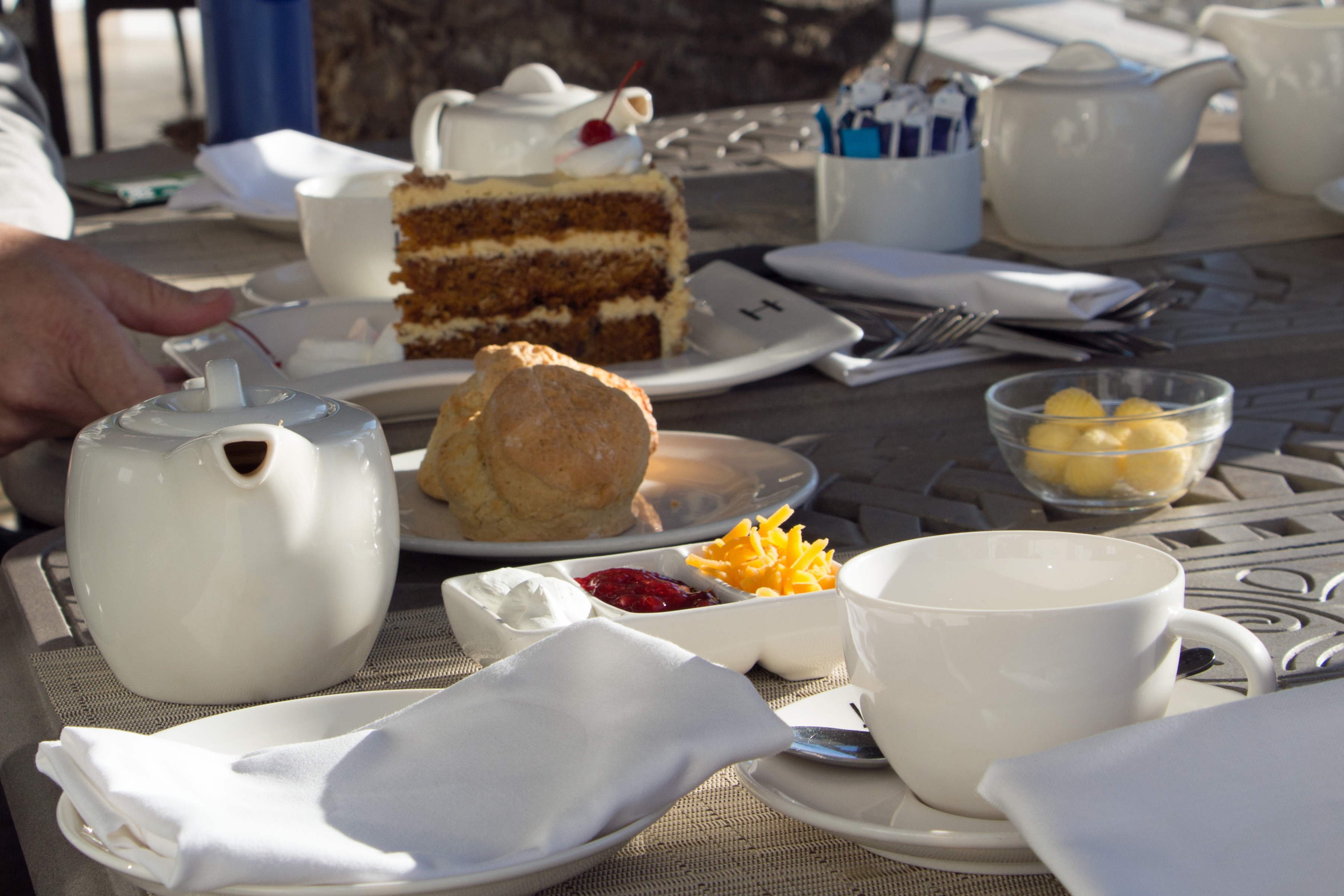